# Aprostocetus longispinis
Aprostocetus longispinis är en stekelart som beskrevs av Kostjukov 1995. Aprostocetus longispinis ingår i släktet Aprostocetus och familjen finglanssteklar. Inga underarter finns listade i Catalogue of Life.